# Clara Novello

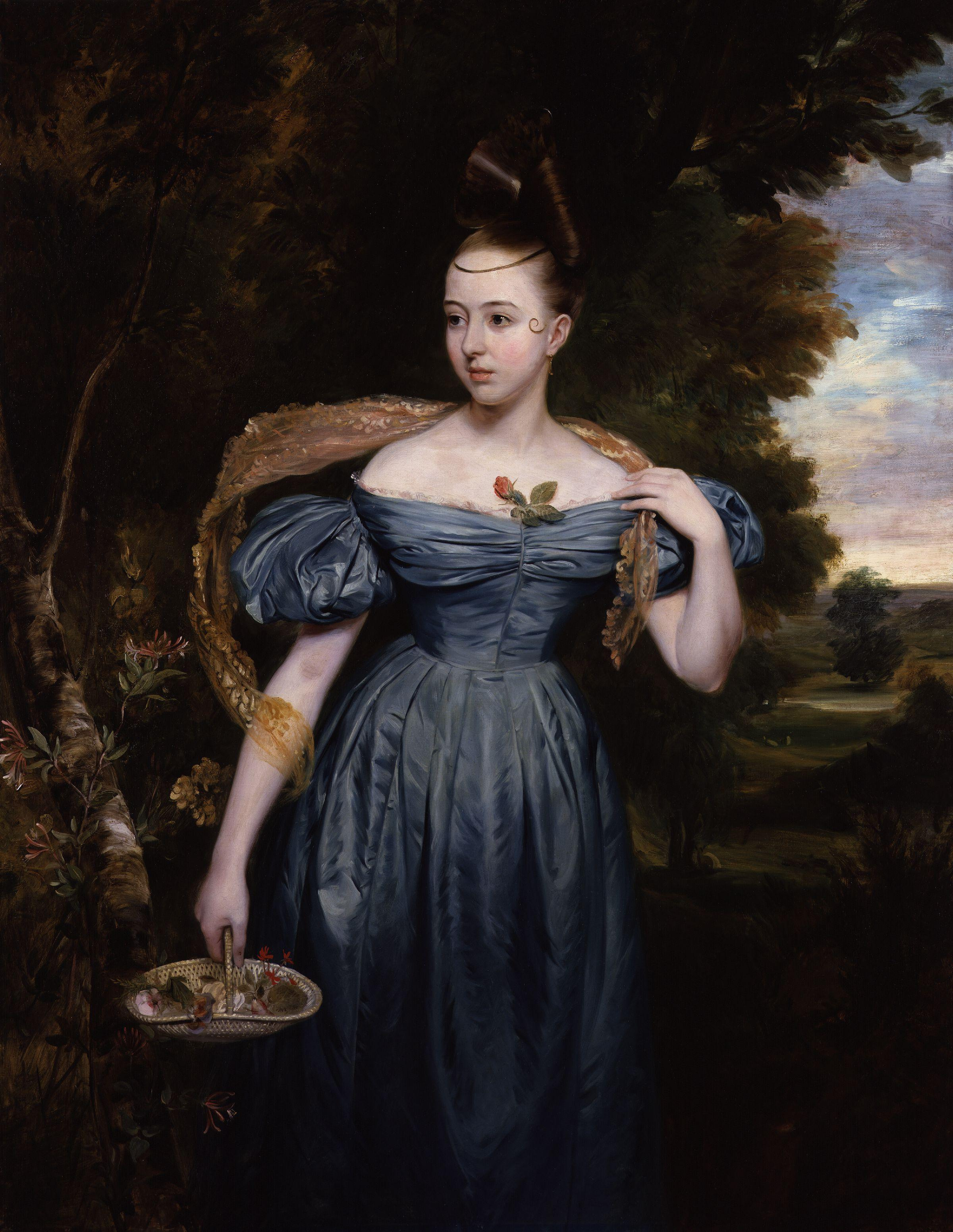
Porträt Clara Novellos von 1833 durch ihren Bruder Edward Petre Novello

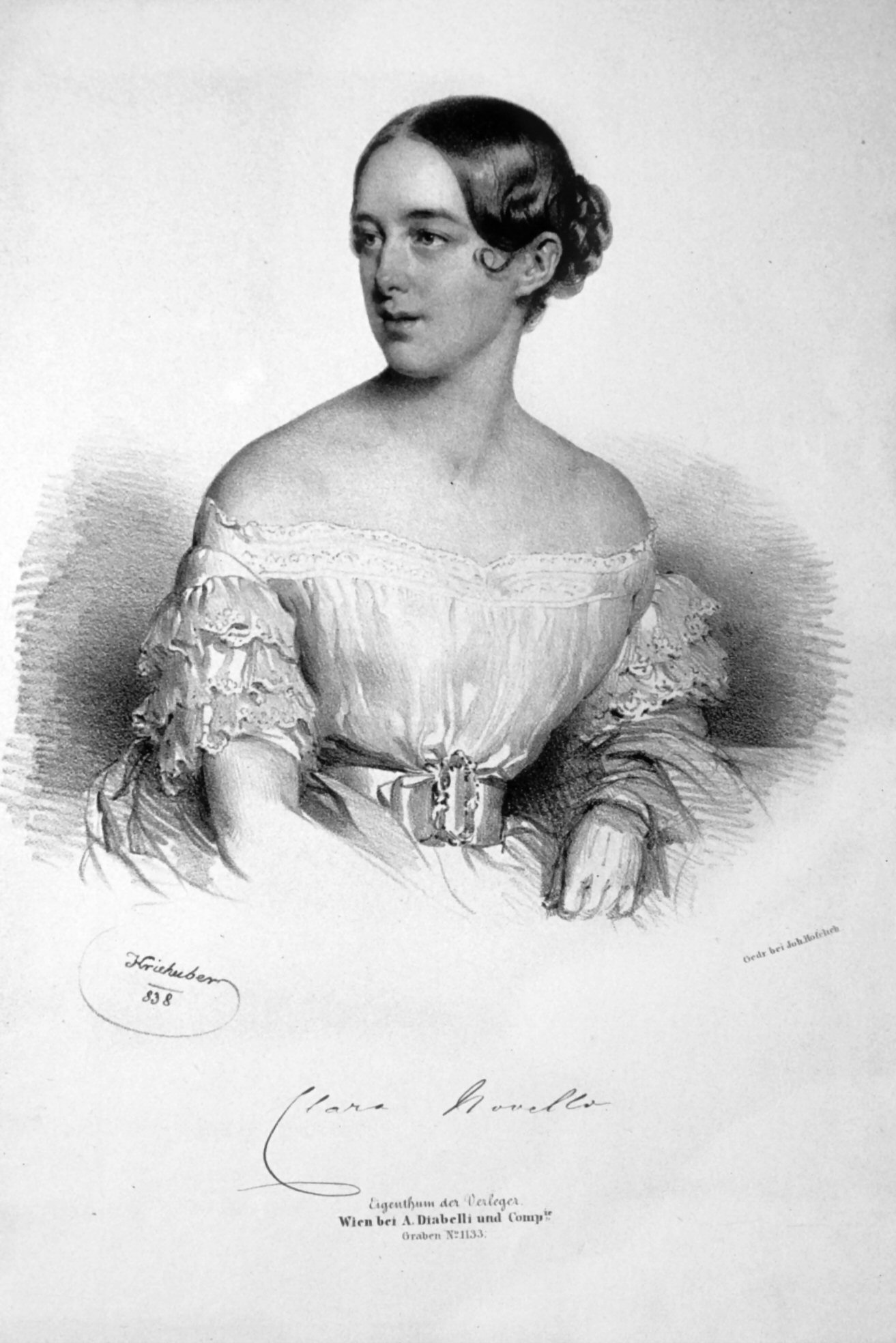
Clara Novello, Lithographie von Josef Kriehuber, 1838

Clara Anastasia Novello (geboren am 10. Juni 1818 in London; gestorben am 12. März 1908 in Rom) war eine englische Opernsängerin (Sopran) mit italienischen Wurzeln.

## Leben
Sie war die Tochter des Kirchenkomponisten, Organisten und Musikverlegers Vincent Novello und dessen Frau Mary Sibilla, geborene Hehl. Von ihren zehn Geschwistern erreichten nur der Bruder Joseph Alfred Novello sowie vier ihrer Schwestern das Erwachsenenalter. Durch das familiäre Umfeld früh musikalisch geprägt, schlug Clara, wie drei ihrer Schwestern, eine Karriere als Sängerin ein. Ihre älteste Schwester Mary heiratete den Autor Charles Cowden Clarke, einen Geschäftspartner des Bruders Alfred.
Die Elfjährige besuchte von 1829 bis 1830 die Musikschule Chorons in Paris und konzentrierte sich dort auf Kirchenmusik (Oratoriengesang), kehrte aber nach der Julirevolution von 1830 wieder nach England zurück. Am 22. Oktober 1832 debütierte sie vor einem großen Publikum in Windsor und wurde in den Folgejahren in ganz England zu einer bekannten Größe bei Musikveranstaltungen. Ende 1837 wurde sie von Felix Mendelssohn Bartholdy nach Leipzig eingeladen. Sie machte dort die Bekanntschaft Robert Schumanns und sang in Konzerten in zahlreichen weiteren Städten Deutschlands und Österreich-Ungarns (Berlin, Dresden, Prag, Wien, München). Von dort reiste sie weiter nach Italien (Bologna, Mailand). Eine weitere Tournee 1839 führte sie entlang des Rheins bis nach Berlin, von dort auf Empfehlung von König Friedrich Wilhelm III. weiter nach Sankt Petersburg. 1841 trat sie in Padua auf Einladung Rossinis erstmals in einer Oper auf.
1843 führte ein Fehler ihrer Agenten dazu, dass sie zugleich in Rom und Genua bei den Karnevalsfestivitäten auftreten sollte. Graf Giovanni Baptista Gigliuzzi (19. September 1815–29. März 1893), Polizeichef in Fermo, erhielt daher den Auftrag, Clara festzuhalten. Bei dieser Gelegenheit entstand eine Liebschaft; Gigliuzzi heiratete Clara Novello noch im selben Jahr am 22. November. Mit ihm zog sie sich in den Ruhestand zurück; das Paar hatte mehrere Kinder. Bekannt wurde ihre Tochter Valeria Gigliuzzi, die ihre Memoiren veröffentlichte.
1848 verließen die Gigliuzzis Rom aufgrund der politischen Unruhen, nachdem ihr Vermögen eingezogen wurde. Clara Gigliuzzi begann 1850 erneut mit Auftritten, in London, Rom und Lissabon. Als Höhepunkte ihrer Karriere werden die nun folgenden Auftritte 1854 anlässlich der Neueröffnung des Crystal Palace in Lewisham sowie bei den dort stattfindenden Händelfestspielen 1857 und 1859 angesehen. Ihr letztes Konzert fand am 21. November 1860 statt, nachdem sie bereits zuvor ihren bevorstehenden Ruhestand angekündigt hatte. Diesen verbrachte sie an der Seite ihres Gatten in Rom und Fermo.

## Ehrungen
- Ehrenmitgliedschaft der Philharmonischen Gesellschaft Berlin, 1837
- Schumann benannte seine Novelletten von 1838 nach ihr, sowie zu Ehren seiner Verlobten Clara Wieck.